# 李穀 (宋朝)
李穀（903年—960年），字惟珍，颍州汝阴（今安徽阜阳）人。后周、宋朝政治人物。

## 生平
李穀身長八尺，進士出身，担任華、泰二州從事。后晋天福年间，擔任监察御史，历任开封府太常丞、虞部员外郎、吏部郎中等。开运元年（944年），随晋帝征契丹，任枢密直学士，加封给事中。开运二年（945年），出任磁州刺史、北面水陆转运使。后汉初年，任左散骑常侍。后周广顺初年，加户部侍郎。不久，升任中书侍郎、平章事。任内奏请废除屯田制，屯田收归国有，而改行均田制，将土地下放给民众。
广顺二年，担任东京留守，掌开封府事。显德元年，加封右仆射、集贤殿大学士。此后跟从周世宗征太原，大军班师后，晋升司空、门下侍郎、监修国史。显德元年，黄河在灵河、鱼池、酸枣、阳武、常乐驿、河阴等地决口，周世宗对此尤为关注，命其监管河道治理，他奉旨巡查并在三十天内完成。显德二年，以李穀为淮南道行营前军都部署。建隆元年去世，赠侍中。